# Cypress Hill
Cypress Hill este o formație americană de hip-hop, formată din B-Real, Sen Dog, Eric Bobo și DJ Muggs. A fost fondată în 1991 și a vândut peste 20 de milioane de copii ale albumelor sale la nivel mondial, fiind prima formație latină de hip-hop din SUA care a ajuns pe Hollywood Walk of Fame.